# Beti (peuple)
Pour les articles homonymes, voir Beti.
 (décembre 2016).
Les Beti sont un peuple d'Afrique centrale présents au Cameroun. Il comprend notamment les Eton (ou Ìtón), les Kóló ou les Ewondos les Manguissa, les Etenga, Mvele.

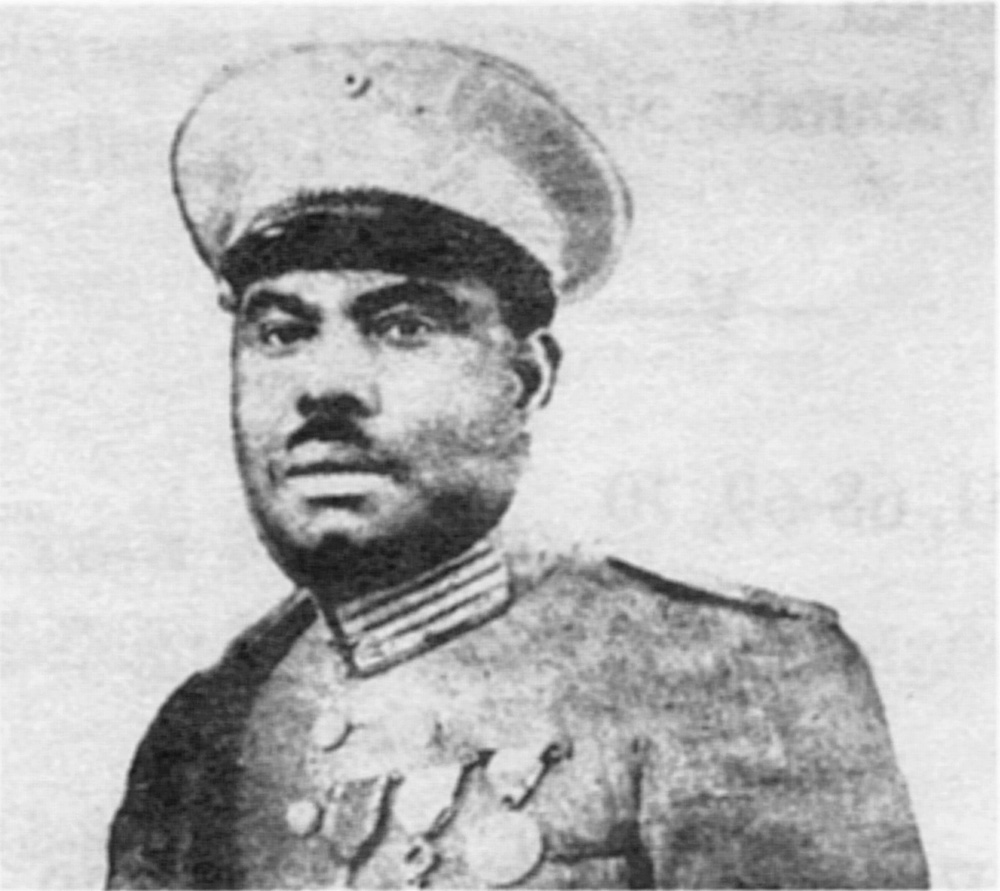
Charles Atangana, dernier grand chef des Ewondo du Cameroun.

Établi en majorité dans la région du Centre et en minorité à l’Est et Sud Cameroun.

## Ethnonymie
Le nom Beti dérive de nti dont il constitue le pluriel. Il signifie « seigneur », « noble » et traduit une perception de peuple dominant dans la vision que les ethnies de ce groupe ont d'elles-mêmes. Le peuple beti serait ainsi un peuple de seigneurs. Le terme Nti, n'a pas d'autres significations que celles de Seigneur, Dieu, Créateur, Noble.
Selon les sources, on peut rencontrer de multiples variantes de l'ethnonyme : Bati ou Betis.

## Histoire
Ils sont principalement localisés dans les régions du Centre, de l'Est et du Sud du pays.
Une légende rapporte que les Beti viennent de l'autre côté du fleuve Sanaga qu'ils traversèrent à la fin du XVIIIe siècle sur le dos d'un serpent appelé Ngan-medza. Ils fuyaient Usman dan Fodio, un chef musulman venant de la région de l'Adamaoua, qui avait décidé d'islamiser tous les peuples animistes. Une partie des Beti serait montée sur le dos du Ngan-medza. Cette traversée se faisait à la tombée de la nuit et la personne qui tenait la torche de bambou afin d'éclairer se tenait à la queue du groupe. Alors qu'elle montait en dernier, la flamme était en train de se perdre. Elle a donc involontairement laissé tomber quelques flammèches sur le dos du serpent Ngan-medza lequel, brûlé, les laissa couler. Il en résulte que certains Beti ne sont pas passés de l'autre côté de la Sanaga et c'est pour cela qu'on en retrouve encore autour de la région du Mbam. Les villes de Yaoundé, Mbalmayo, Bertoua, Abongmbang, Doume, Yokadouma et Obala restent traditionnellement leur fief, compte tenu de la répartition presque ethnique des villes. Aujourd'hui, les Beti sont surtout dans la région du Centre. 
Et ont aussi beaucoup migré dans la région du Littoral,  raison pour laquelle Douala a beaucoup de quartiers à consonance Beti.

## Origine
L'origine des Beti est complexe à définir. La thèse plus communément admise est l'origine donnée par la tradition orale. Pour les Beti, Nanga serait leur ancêtre resté en Egypte, en raison de son âge. Il aurait eu des descendants, Kolo Beti, Eton Beti, Mvele Beti, Mvan Beti, Meka Beti, Bulu (la seule fille). À noter que les Fang ne sont pas beti. Aujourd'hui, les principales tribus beti sont les Eton, les Ewondo, les Bene qui sont frères directs des Ewondo, les Manguissa plus proches des Eton et Ewondo, etc…
Aujourd'hui, les principales ethnies beti sont les Eton, les Ewondo, les Bene qui sont frères directs des Ewondo, les Fong qui sont Bene à travers leur père Otolo'o, les Manguissa et les Mvele.Comme autres ethnies beti, on a les bamvele, les yezoum, les akonolinga, les baveuk, les yebekanga, les ossananga (les sanaga), les maka etc.
Plusieurs autres ethnies beti sont nées par le jeu des alliances.
À l'origine tous les Beti parlaient une langue appelée « ati ». Arrivés à Yaoundé, ils se sont dispersés, certains Eton se retrouvant à Nkometou (une région de Yaoundé). Leurs migrations avaient pour but de rechercher des terres riches pour l’agriculture et de se rapprocher des régions dans lesquelles il y avait du sel, lequel était devenu beaucoup plus disponible avec la colonisation. C'est ainsi que les Eton se dirigèrent notamment vers Douala où ils se heurtèrent aux Bassas. Certaines régions ont des noms de guerre à cause de ces rencontres sanglantes, dont « Enongal » (« coup de fusil »).

## Mœurs, coutumes et art et religion
Le nom d'un individu chez les Beti est très important. Il est composé en premier du patronyme, en second du nom du père (ou de la mère dans les foyers polygames), et enfin du nom d'appel, tiré de la nature. Les Beti ont été de grands guerriers, et en ont gardé un sentiment développé de noblesse. Les Beti sont traditionnellement sédentaires, agriculteurs et forgerons.
La société se caractérise par son caractère égalitaire : tous les Hommes sont égaux. Dans le passé, il n'y avait donc pas de chef séculier chez les Beti. Cependant, il existait un chef spirituel, détenteur d'un pouvoir magique, qui était pour les hommes, le Zom'loa, et lorsqu'il s'agissait d'une femme, Asouzoa. Mais cette hiérarchie n'était que symbolique. La seule hiérarchie existante était celle qui résultait de prestations individuelles entre clans (mvog) qui s'invitaient les uns les autres. Les membres de chaque clan rivalisaient alors d'adresse et de courage, ce qui permettait de les distinguer. Le clan qui en invitait un autre pendant la durée la plus longue et l'entretenait pendant ce temps était considéré comme étant le plus prestigieux. On appelait ce rite bilabi, du verbe lab qui signifie « battre ». Le terme « battre » renvoie aux joutes. Les bilabi ne constituent pas un rite au sens classique de ce mot. Il s'agit d'un challenge entre deux clans qui consiste, pour un des clans, à défier l'autre sur plusieurs aspects, danse, joutes, versement d'argent au sens du djangui, chasse, concours de beauté entre filles (begon bé ozila)...
Au niveau des clans, on ne peut pas véritablement parler de hiérarchie. Mais tout s'organise autour de la famille étendue, gouvernée par un chef, l'aîné. Le chef, quand ce n'est pas l'aîné, est choisi sur la base de sa prestance physique, de son éloquence, de sa générosité et de son courage, du respect qu'il manifeste aux aînés et de sa générosité ; ce sont les qualités les plus importantes. Chaque membre de la famille doit obéissance à ce chef. C'est avec la colonisation que la chefferie fait son apparition, les colons désirant instituer des paliers d'administration.

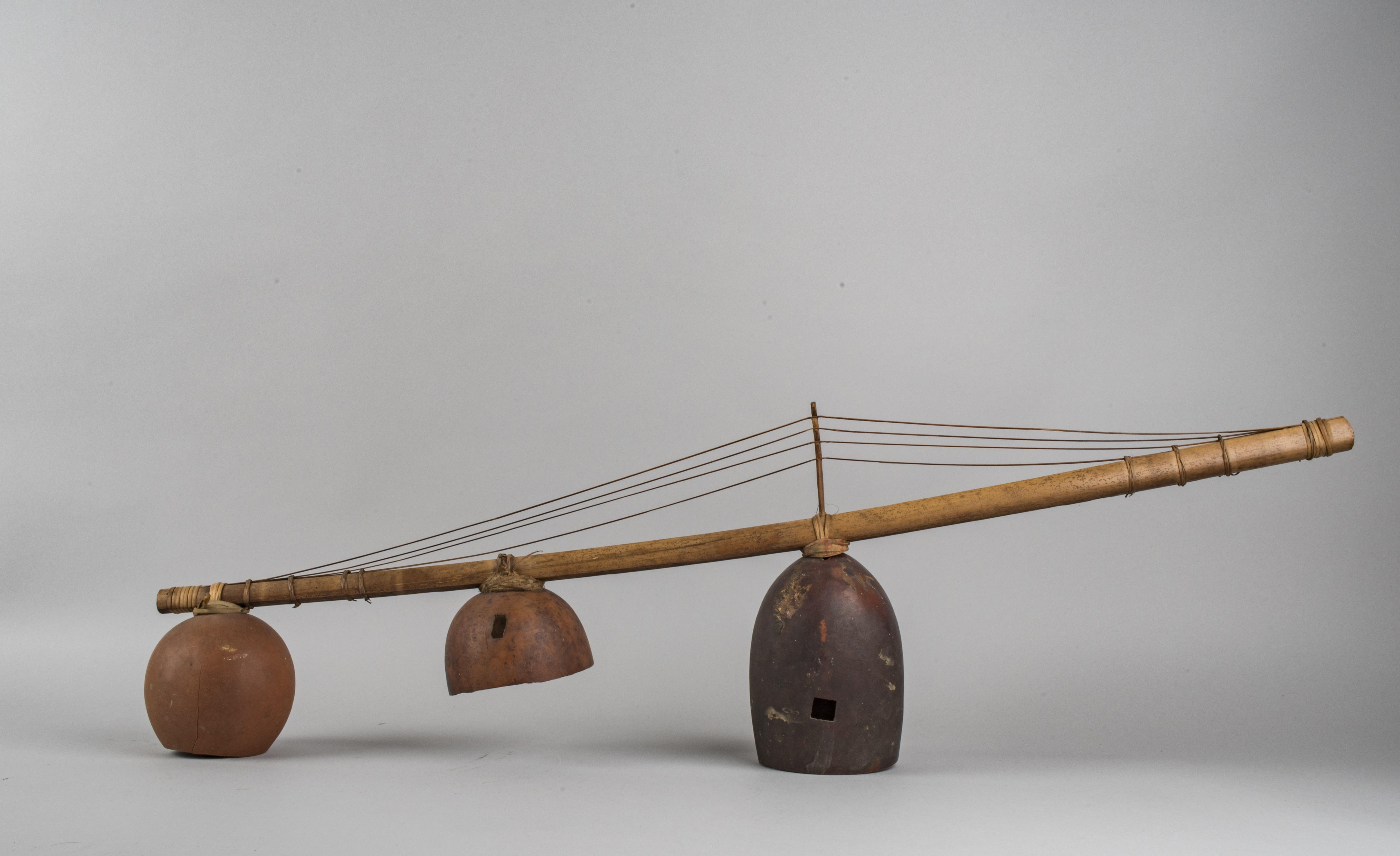
le Mvett

Les instruments de musique traditionnels sont le tam-tam, le balafon, le mvett.
Les Beti, grands forgerons, ne travaillaient pas beaucoup le bois. Ils ont, cependant, réalisé de nombreuses statues d'ancêtres, gardiens de reliquaires et masques, toutes sculptures aux qualités plastiques indéniables et recherchées par les plus grands musées d'art dans le monde.
Le rite de la purification, appelé tsogo chez les Eton, et Tso chez les Ewondo est pratiqué publiquement pour se laver d'une faute morale, afin d'éloigner de soi la maladie ou la punition des ancêtres.
Le mariage selon la tradition est très codifié. Aujourd'hui, il est pratiqué avant le mariage civil et le mariage religieux. L'union n'est pas valide tant que le mariage coutumier n'a pas été fait. Après maintes discussions visant à éprouver la patience du futur marié, ce dernier se verra contraint de subir des épreuves prouvant sa maturité, son intelligence, son courage (par exemple, manger une papaye verte). De même l'éloquence de la délégation familiale qui l'accompagne joue en sa faveur, afin d'amadouer la famille de la mariée. Le troc était institutionnalisé dans le cadre des alliances matrimoniales. Ces échanges duraient toute la vie et ils étaient effectués à l'occasion de mariages exogamiques.
Une autre coutume, appelée isani, est celle d'une danse spéciale, pratiquée uniquement par les petits-enfants et arrière-petits-enfants d'un patriarche le jour de son décès.
Avant l'arrivée des Européens, les Beti sont monothéistes, ils connaissent un seul vrai dieu appelé Zamba, Zama, Ntondobe ou Ntondobot c'est-à-dire « Celui qui fait sortir l'Homme » à la manière d'un doigt de banane qu'on fait sortir de ses peaux ; le Dieu est aussi appelé Nkombot, le créateur de l'Homme ; parallèlement, ils croient en l'existence de génies qu'ils héritent de leurs parents ou qu'ils soumettent et utilisent à des fins diverses ; ils rendent un culte aux ancêtres sans que ceux-ci soient pour eux des Dieux. L'expression « les dieux » est connoté à l'hérésie et aux forces du mal. Les religions chrétiennes arrivent à la fin du XIXe siècle, les missionnaires européens ayant précédé ou accompagné les colons ; elles contribuent à la réforme de ces croyances à travers l'inculturation. Les Beti sont christianisés, l'expansion de l'Islam s'étant arrêtée, à l'époque, au nord du Cameroun. De nos jours les Beti sont en majorité catholiques et protestants malgré une augmentation considérable des musulmans, résultant de la montée de l'Islam ces trente dernières années au sein des grands lobbies afro-américains.

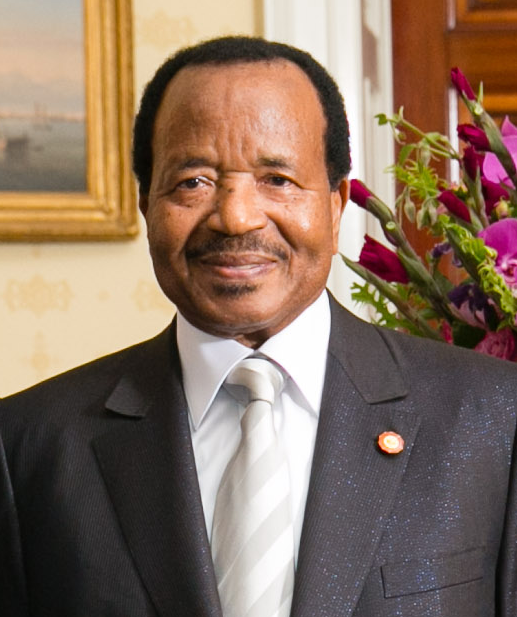
Paul Biya

Les chefs traditionnels désignent un Nnom Ngiii, le chef des chefs, doté de pouvoirs surnaturels. Ce dernier n'est autre actuellement que le président camerounais Paul Biya depuis 2011.

## Agriculture et alimentation

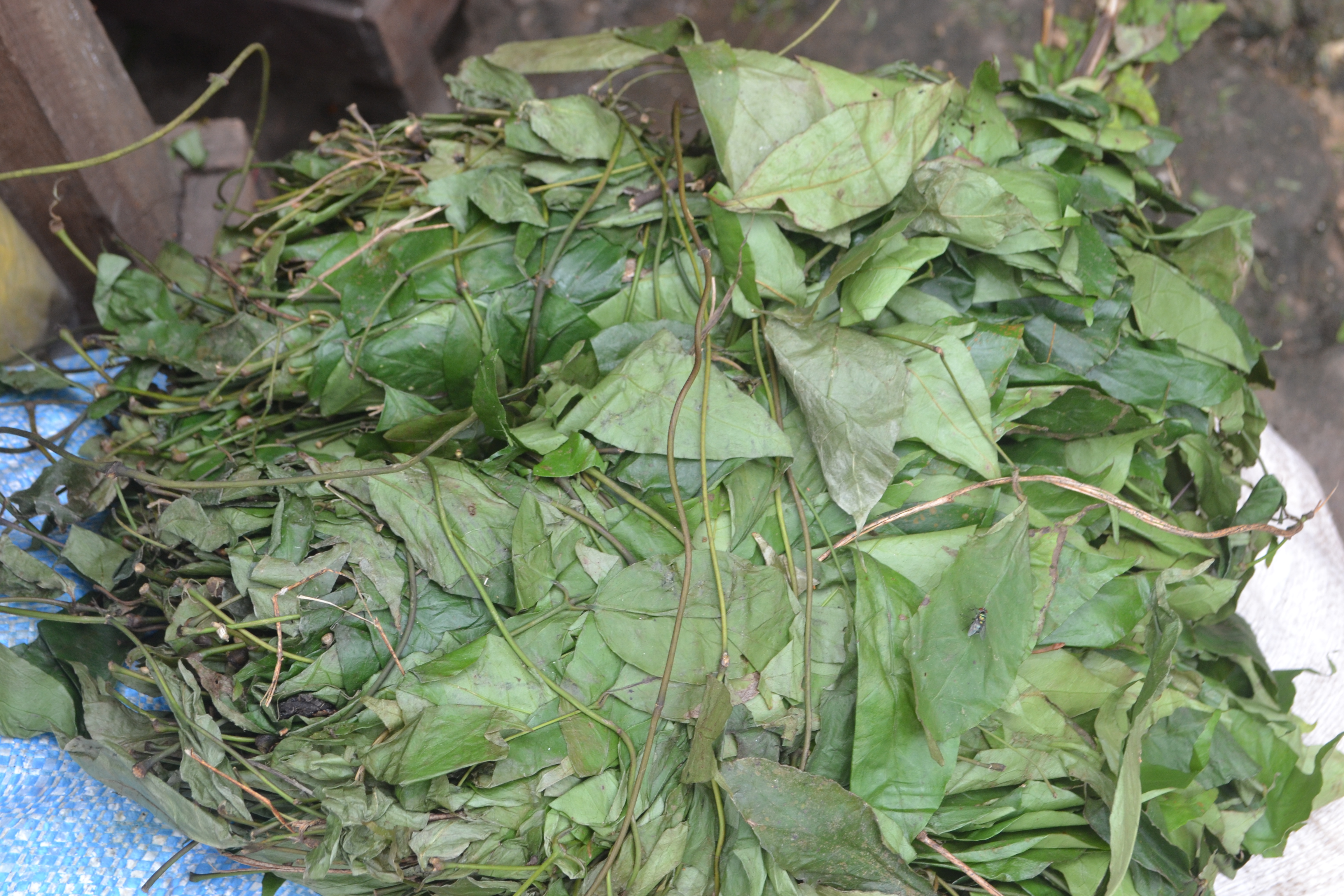
Les feuilles d'Okok

Vers 1917, le cacao, le café, le manioc et le maïs sont introduits par les colons et cela modifie profondément l'organisation du travail tout comme l'écosystème, puisque les hommes qui se consacraient à la culture de l'igname devaient laisser cela pour les cultures de rente aux fins d'impôt de colonisation. Auparavant, cueillette et ramassage, agriculture sur brûlis, jachère, piégeage permettaient d'assurer la subsistance ; désormais, cacao et café occupent les hommes, jusqu'à présent. Dans le cadre de l'économie de marché, cela permet de payer un certain nombre de choses nécessaires dans la vie quotidienne.
La femme et la terre sont liées dans la culture beti. Ainsi, maïs et arachide sont cultivés par les femmes. La poterie est aussi l'apanage des femmes, de même que la pêche à l'écope appelée alog. Dans le cadre de l’alog, elles vont chercher du poisson en saison sèche alors que les hommes pratiquent le piégeage. Avec l'arrivée de la colonisation, l'arme à feu est introduite et elle vient supplanter l'arc et la flèche. Au niveau des échanges, alors qu'auparavant, c'était le troc qui permettait de se pourvoir en denrées et objets non disponibles, avec la colonisation, qui a banni le bilabi, le marché est institué.
Le plat typique des Beti est l'okok, généralement accompagné de tubercules. L'okok est fait à base de feuilles d'une plante de genre gnetum, découpées très finement, bouillies avec du beurre de cacahuètes et du jus de noix de palme. Un autre plat typique est le kpem, fait à base de feuille de manioc, de beurre de cacahuètes. Une autre manière de consommer le kpem est de remplacer le beurre de cacahuètes par du jus de noix de palme, dans ce cas, ou par de kpem isouk. Un autre plat typique appelé sangha chez les Ewondo et sangla chez les Eton est préparé à base d'épinards, de maïs et de jus de noix de palme. Le manioc constitue l'aliment de base des Beti. Il est consommé sous toutes ses formes : feuilles, tubercule bouilli, farine pour en faire des beignets ou du couscous. Les noix de palme, les cacahuètes font partie de l'alimentation de base. Traditionnellement, on mange peu de viande, et encore moins du poisson, étant donné la localisation du pays beti à l'intérieur des terres. La banane plantain, le macabo (plante de la famille du manioc dont on consomme les jeunes feuilles et les tubercules), les ignames, le maïs, le safou, des comi (petites noix rondes ressemblant aux amandes), les goyaves, papayes, avocats ainsi que nombre d'autres plantes et fruits font partie de l'alimentation des Beti.

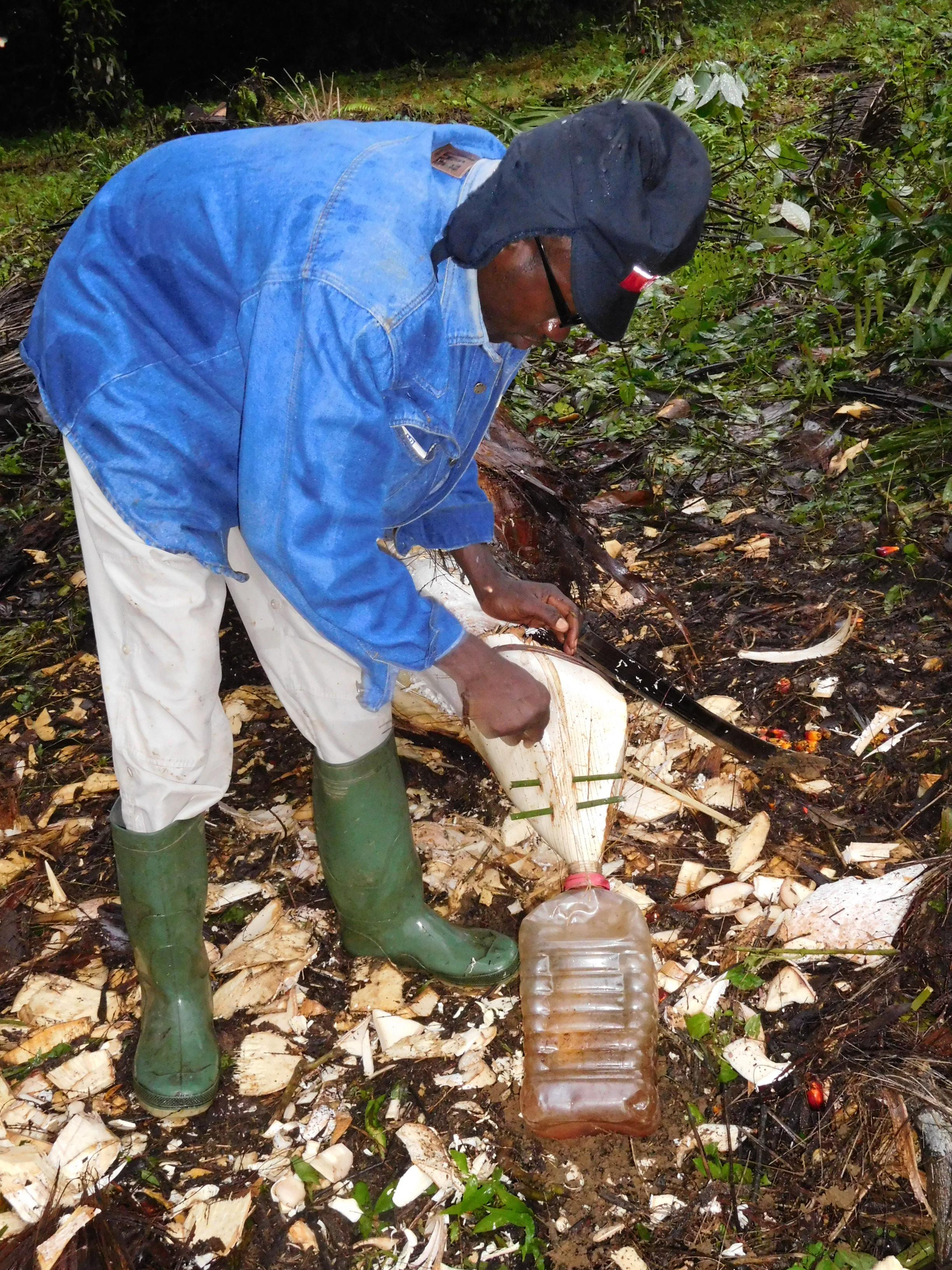
recolte de vin de palme

Elle a été enrichie par les plantes importées d'Amérique et par les contacts entre ethnies et tribus voisines. Plusieurs plats tendent à disparaitre. On trouve comme boisson le vin de palme et le vin de bambou, ainsi que l'odontol, une liqueur fabriquée à partir de maïs et de vin de palme. Ces boissons ne sont pas spécifiques aux Beti, ce sont des produits du terroir.

### Personnalités
- Mongo Beti (1932-2001), écrivain camerounais
- andré marie Mbida (homme politique camerounais)
- Lady B (née en 1984), artiste musicienne rappeuse
- Yann Gael (né en 1986), comédien